# La Chapelle-Saint-Sulpice
La Chapelle-Saint-Sulpice è un comune francese di 205 abitanti situato nel dipartimento di Senna e Marna nella regione dell'Île-de-France.

## Società

### Evoluzione demografica
Abitanti censiti